# غاري غودمان
غاري غودمان (6 ديسمبر 1953 بسيدني في أستراليا - ) (بالإنجليزية: Gary Goodman)‏ هو لاعب كريكت أسترالي. لعب مع فريق تسمانيا للكريكت وفريق جنوب أستراليا للكريكت ‏.

## وصلات خارجية
- غاري غودمان على موقع إي آس بي آن كريك إنفو (الإنجليزية)